# Edward Hładkiewicz
Edward Hładkiewicz (ur. 18 listopada 1925 w Nowosiółce Koropieckiej, zm. 28 maja 1995) – polski polityk ruchu ludowego, działacz państwowy i społeczny, nauczyciel oraz historyk, doktor nauk humanistycznych. W latach 1974–1981 wicewojewoda zielonogórski (najpierw „dużego”, następnie „małego” województwa).

## Życiorys
Syn Piotra (1896–1982), leśniczego i urzędnika gminnego, autora wspomnień, oraz Marii, pracującej na roli. Uczył się w gimnazjum, a podczas wojny w radzieckiej szkole średniej w Buczaczu. W latach 1942–1943 prowadził tajne nauczanie dla wiejskiej młodzieży. W styczniu 1943 wstąpił do Batalionów Chłopskich, zajmując się m.in. ochroną miejscowej ludności przed UPA. Wraz z rodziną ukrywał w swoim domu także rodzinę żydowską. Po wojnie uzupełnił wykształcenie: w 1945 ukończył kurs pedagogiczny w Czortowie, w 1950 zdał maturę w liceum pedagogicznym w Nowej Soli, w 1969 uzyskał magisterium z historii na Uniwersytecie im. Adama Mickiewicza w Poznaniu na podstawie pracy pt. Tradycje i początki ruchu ludowego na Ziemi Lubuskiej. W 1976 obronił na UAM pracę doktorską na podstawie napisanej pod kierunkiem Lecha Trzeciakowskiego pracy pt. Ruch ludowy na Ziemi Lubuskiej 1945–1949. Opublikował ją oraz kilka innych książek, a także artykułów naukowych dotyczących głównie ruchu ludowego, w tym słowniki jego działaczy. Zainicjował powstanie czasopisma „Zwornik”.
Po zakończeniu wojny osiedlił się wraz z rodzicami na Ziemiach Odzyskanych w Jasieniu. Podjął pracę jako nauczyciel i katecheta, w 1946 został kierownikiem szkoły w Bronicach. Kierował Referatem Opieki nad Dzieckiem w Prezydium Powiatowej Rady Narodowej w Żarach (1948–1950) oraz Wojewódzkiej RN w Zielonej Górze (1950–1953). Następnie od 1953 do 1963 w ramach PRN w Lubsku był szefem Wydziału Oświaty i sekretarzem rady. W 1946 wstąpił do Zjednoczonego Stronnictwa Ludowego, w jego ramach był sekretarzem koła w Jasieniu, prezesem Komitetu Powiatowego w Lubsku (od 1956), kierownikiem Wydziałem Propagandy i Oświaty Wojewódzkiego Komitetu ZSL w Zielonej Górze (1963–1964) oraz sekretarzem (1964–1973) tego Komitetu. Od 1965 do 1969 przewodniczył wojewódzkiemu komitetowi Stowarzyszenia Ateistów i Wolnomyślicieli, działał także m.in. w Lubuskim Towarzystwie Naukowym (jako członek prezydium), Towarzystwie Wiedzy Powszechnej oraz Polskim Towarzystwie Historycznym.
W 1973 objął funkcję wicewojewody zielonogórskiego, odpowiedzialnego za oświatę, kulturę, zdrowie, komunikację, sport i turystykę oraz opiekę społeczną (utrzymał stanowisko także po podziale kraju na nowe województwa w 1975). Jego działalność stała się przedmiotem krytyki jesienią 1981, kiedy to lokalne struktury NSZZ „Solidarność” wezwały go do dymisji w związku z nierozwiązaniem konfliktu w PGR Lubogóra. W grudniu 1981 złożył rezygnację ze stanowiska, zajął się następnie działalnością na rzecz osób niepełnosprawnych w ramach Polskiego Towarzystwa Walki z Kalectwem. Kierował jego wojewódzkim oddziałem, od 1987 był wiceprezesem zarządu głównego TWK. Zainicjował powstanie rady naukowej i zeszytów naukowych przy tej organizacji. W latach 80. wiceprzewodniczący i sekretarz Towarzystwa Przyjaźni Polsko-Radzieckiej w Zielonej Górze. Po 1989 działał w Polskim Stronnictwie Ludowym.
Został odznaczony Brązowym Krzyżem Zasługi (1955).

## Życie prywatne
Zmarł w wyniku zawału serca. Był żonaty z Marią, miał syna i dwie córki. Syn Wiesław (ur. 1950) również został działaczem partyjnym, związanym z PZPR.